# Carina Görlin
Ingrid Carina Görlin, po mężu Morland (ur. 17 lutego 1963 w Borlänge) – szwedzka biegaczka narciarska, zawodniczka klubu Hudiksvalls IF.

## Kariera
W Pucharze Świata zadebiutowała 2 marca 1986 roku w Lahti, zajmując 19. miejsce w biegu na 5 km techniką klasyczną. Tym samym już w swoim debiucie zdobyła pierwsze pucharowe punkty. Nigdy nie stanęła na podium zawodów tego cyklu, najlepsze wyniki osiągnęła 16 marca 1991 roku w Oslo i 7 grudnia 1991 roku w Silver Star, gdzie zajmowała dwunaste miejsce w biegu na 5 km. Najlepsze rezultaty osiągnęła w sezonie 1990/1991, kiedy zajęła 25. miejsce w klasyfikacji generalnej.
W 1989 roku wystąpiła na mistrzostwach świata w Lahti, gdzie zajęła 29. miejsce w biegu na 10 km techniką klasyczną. Na rozgrywanych dwa lata później mistrzostwach świata w Val di Fiemme była szósta w sztafecie, dziesiąta w biegu na 15 km klasykiem i czternasta w biegu na 5 km klasykiem. Wystartowała także podczas mistrzostw świata w Falun w 1993 roku, zajmując między innymi szóste miejsce w sztafecie i dwunaste na dystansie 15 km stylem klasycznym. W międzyczasie brała udział igrzyskach olimpijskich w Albertville, gdzie jej najlepszymi wynikami były szóste miejsce w sztafecie i czternaste w biegu na 5 km techniką klasyczną.

## Osiągnięcia

### Igrzyska olimpijskie
| Miejsce | Dzień     | Rok  | Miejscowość | Konkurencja             | Czas biegu | Strata  | Zwyciężczyni      |
| ------- | --------- | ---- | ----------- | ----------------------- | ---------- | ------- | ----------------- |
| 23.     | 9 lutego  | 1992 | Albertville | 15 km stylem klasycznym | 42:20,8    | +3:48,6 | Lubow Jegorowa    |
| 14.     | 13 lutego | 1992 | Albertville | 5 km stylem klasycznym  | 14:13,8    | +47,0   | Marjut Lukkarinen |
| 23.     | 15 lutego | 1992 | Albertville | 5+10 km pościgowy       | 40:07,7    | +3:02,9 | Lubow Jegorowa    |
| 7.      | 17 lutego | 1992 | Albertville | Sztafeta 4 × 5 km       | 59:34,8    | +2:19,7 | WNP               |

### Mistrzostwa świata
| Miejsce | Dzień     | Rok  | Miejscowość   | Konkurencja             | Czas biegu | Strata  | Zwyciężczyni            |
| ------- | --------- | ---- | ------------- | ----------------------- | ---------- | ------- | ----------------------- |
| 29.     | 17 lutego | 1989 | Lahti         | 10 km stylem klasycznym | 29:19,0    | +3:06,3 | Marja-Liisa Kirvesniemi |
| 10.     | 8 lutego  | 1991 | Val di Fiemme | 15 km stylem klasycznym | 14:04,2    | ?       | Jelena Välbe            |
| 14.     | 12 lutego | 1991 | Val di Fiemme | 5 km stylem klasycznym  | 14:04,2    | ?       | Trude Dybendahl         |
| 6.      | 14 lutego | 1991 | Val di Fiemme | Sztafeta 4 × 5 km       | 55:36,6    | +2:21,2 | ZSRR                    |
| 12.     | 19 lutego | 1993 | Falun         | 15 km stylem klasycznym | 44:49,0    | +2:32,3 | Jelena Välbe            |
| 17.     | 21 lutego | 1993 | Falun         | 5 km stylem klasycznym  | 14:07,6    | +42,8   | Łarisa Łazutina         |
| 33.     | 23 lutego | 1993 | Falun         | 5+10 km pościgowy       | 40:19,0    | +3:10,4 | Stefania Belmondo       |
| 6.      | 25 lutego | 1993 | Falun         | Sztafeta 4 × 5 km       | 54:15,7    | +1:57,2 | Rosja                   |

### Puchar Świata

#### Miejsca w klasyfikacji generalnej
- sezon 1990/1991: 25.
- sezon 1991/1992: 36.
- sezon 1992/1993: 31.

#### Miejsca na podium
Görlin nigdy nie stanęła na podium indywidualnych zawodów PŚ.